# Cethosia penthesilea
Cethosia penthesilea  (лат.) — вид чешуекрылых насекомых из подсемейства геликонидов внутри семейства нимфалид. Обитают в муссонных дождливых лесах Северной территории (Австралия). Размах крыльев до 65 мм.
Самки откладывают яйца кучками вокруг стебля кормового растения гусениц. Яйца цилиндрические и ребристые, имеют бледно-жёлтый окрас, длиной около миллиметра. Гусеницы коричневые с несколькими белыми пятнами. На теле гусениц имеются чёрные игловидные волоски. Взрослая гусеница достигает 30 мм в длину. Питаются они листьями, плодами и стеблями Adenia heterophylla. Куколка коричневая, заострённая, с белыми и золотыми пятнами, длиной 30 мм.